# Monument del Mil·lenni

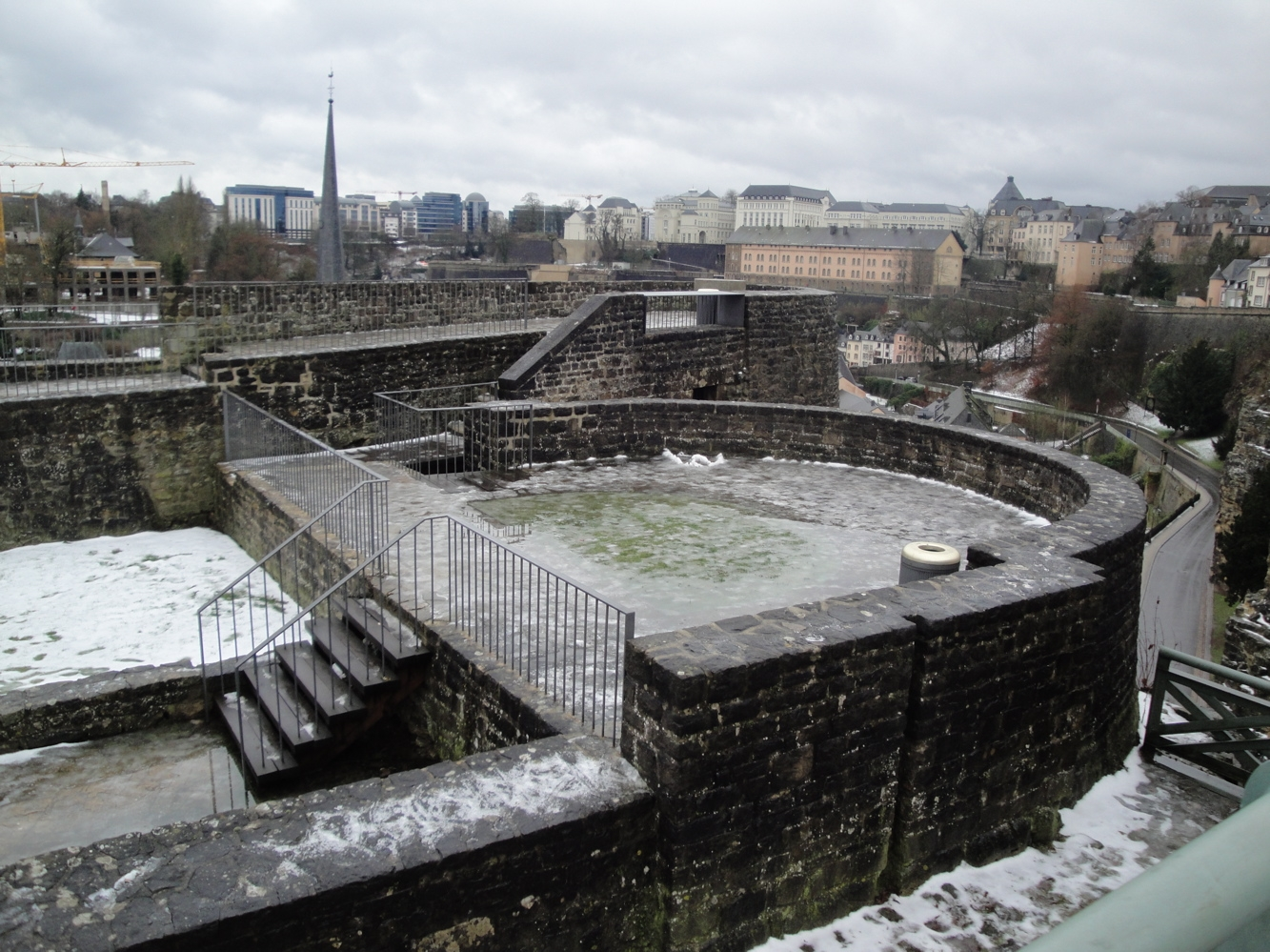
Restes al turó Bock a la Ciutat de Luxemburg

El Monument del Mil·lenni és un jaciment arqueològic i anastilosi de la ciutat de Luxemburg, al sud de Luxemburg. El lloc va ser designat el 1963, a l'aniversari mil·lenari de la fundació de la ciutat de Luxemburg per Sigifred de Luxemburg.
El pla original, ordit pels governs municipal i nacional, va ser establir un monument durador en el Bock, el promontori sobre el qual Siegfried va construir l'original castell de Luxemburg. Tanmateix, durant la construcció es van descobrir els fonaments de la fortalesa cosa que va fer que el govern abandonés els seus plans originals, i en restaurés les restes.